# Инфинити QX30
Инфинити QX30 је премијум кросовер који производи јапанска фабрика луксузних аутомобила Инфинити од 2016. године.

## Историјат
Као концептно возило први пут је представљен на салону аутомобила у Женеви 2015. године, а недуго затим и на салону у Њујорку за северноамеричко тржиште. Новембра исте године званичну премијеру је имао на салону аутомобила у Лос Анђелесу. Заснован је на компакт моделу Q30, од кога је преузео дизајнерске линије, с тим што је премијум кросовер нешто већи. Постављен је на исту механичку платформу као и Мерцедесом ГЛА класе.
Производи се у Нисановој фабрици у Сандерланду у Енглеској, док се мотори склапају у Немачкој.
У односу на Q30, QX30 има додатне заштитне елементе на доњем делу каросерије и кровне шине карактеристичне за градске кросовере. У унутрашњости возила запажају се елементи позајмљени од Мерцедеса.
Опремљен је са шестостепеним мануелним мењачем или седмостепеним аутоматиком са дуплим квачилом. Мотори који се уграђују су такође из ГЛА класе, бензински од 2.0 (211 КС) и дизел-мотор од 2.2 (170 КС).